# フライ・ミー・トゥ・ザ・ムーン (映画)
『フライ・ミー・トゥ・ザ・ムーン』（原題：Fly Me to the Moon）は、グレッグ・バーランティ監督による2024年のアメリカ合衆国のロマンティック・コメディ映画。原作はビル・カースタインとキーナン・フリン、脚本はローズ・ギルロイ。主演はスカーレット・ヨハンソンとチャニング・テイタム、他にジム・ラッシュ、レイ・ロマーノ、ウディ・ハレルソンらが出演。
ストーリーは、アポロ計画陰謀論を下敷きに、実際のアポロ11号ミッションが成功しなかった場合に備えて、月面着陸の架空バージョンのフェイク映像を作成するように申し渡された、アメリカ航空宇宙局（NASA）のマーケティング専門家のケリー・ジョーンズ（ヨハンソン）と、計画責任者のコール・デイビス（テイタム）の微妙な関係を中心に展開する。
2022年3月に初めてこの映画について発表された際には、ヨハンソンとクリス・エヴァンスが主演し、ジェイソン・ベイトマンが監督する予定であったが、その年の7月にテイタムとバーランティがそれぞれエヴァンスとベイトマンに代わり、10月にジョージア州アトランタで撮影が始まった。
この映画は、2024年7月8日にニューヨークのAMCリンカーンスクエアでプレミア上映され、7月12日にソニー・ピクチャーズ リリーシングによって米国で劇場公開された（日本公開は7月19日）。批評家からは賛否の入り混じったレビューを受け、世界興行収入は3,900万ドルと振るわなかった（制作費は1億ドル）。

## あらすじ
1969年、1960年代のアメリカ合衆国とソビエト連邦の宇宙開発競争を背景に、ケネディ米大統領がアメリカは1960年代に人類初の月面着陸を成功させると宣言してスタートした国家的プロジェクトのアポロ計画はすでに8年が経過し、タイムリミットの年を迎えていた。
NASAは何とか1969年7月打上予定のアポロ11号で、人類初の月面着陸を敢行する目途をつけたが、遅々として進まない計画と、膨らむ一方の予算に世間の風当たりは強く、米国民の月到達への熱意は薄れつつあった。このようなネガティブな状況を少しでも改善するために、大統領の側近と名のるモー（ウディ・ハレルソン）を通して、PRマーケティングのプロ、ケリー・ジョーンズ（ヨハンソン）がNASAに雇われる。
フロリダ州ケープ・カナベラルのケネディ宇宙センターにある発射基地に秘書とともに入ったケリーは、俳優を代役にしたスタッフの架空インタビュー映像や企業製品とアポロ計画のタイアップなど手段を選ばないプロモーション活動を遂行し、打ち上げ主任のコール・デイヴィス（テイタム）をはじめ、現地のアポロ11号スタッフは反感を抱く。月面から生中継すれば最高のショーになるというケリーに対して、コールは過酷な月面で使えるテレビカメラはなく、あったとしてもネジ一本まで重量を削っている着陸船にカメラは積めないと反論した。するとモーが月でも使える軍事用のカメラを持ち込み、生中継は実施される方向となる。
その後、ケリーがNASAの巨額な予算計上に否定的な連邦議員へのロビイングを見事にやりおおせたことなどにより、実直なコールのケリーを見る目は変化していった。スタッフとある程度親密になった頃、ケリーはコールの同僚から、コールの抱えた過去について知らされる。
NASAは11号の予行計画であるアポロ10号の打ち上げに成功して、月面着陸は全世界注目の話題となり、米国民の熱狂もピークに達ししつつあった。一方、打上げが間近に迫る中、ケリーはモーから、万が一月面着陸が失敗した場合に備えて、そのフェイク映像を撮影するように指示される。ケリーには詐欺まがいの行為を働いた前歴があり、協力すればそれを不問にする条件だった。ケリーはコールらアポロのスタッフには極秘のまま、ケネディ宇宙センター内部に作られたスタジオで偽の月面での着陸シーンの撮影に取り掛かる。ケリーは撮影に知り合いのCM監督を呼び、月面の情報をオフィスからうまく持ち出してスタジオ内に再現した。この作業に就いたことでケリーはコールと疎遠になっていた。
フェイク映像の準備を整えたケリーは、打ち上げ前にイギリスへの脱出を図る。だが空港で会ったモーは、着陸が成功しても音声とフェイク映像を組み合わせてテレビに流すと説明した。ケリーは宇宙センターに戻ってコールに秘密を打ち明ける。発射直前、着陸船のカメラが作動しないことが判明し、家電店から入手したテレビの部品をカメラに組み込むことで映らない事態は回避される。さらに、スタジオでテレビとフェイクの「着陸」を監視するモーを欺く方策をコールは部下に指示した。しかし生中継に映る映像がどちらなのかをコールらスタッフが確認する術がないまま、着陸船「イーグル」は月面へと近づいていた。

## キャスト
※括弧内は日本語吹替。
- ケリー・ジョーンズ / ウィニー：スカーレット・ヨハンソン[8]（佐古真弓）
- コール・デイヴィス：チャニング・テイタム[8]（小松史法）
- ランス・ヴェスパータイン：ジム・ラッシュ（関俊彦）
- ヘンリー・スモールズ：レイ・ロマーノ（村治学）
- モー・バーカス：ウディ・ハレルソン（内田直哉）
- ルビー・マーティン：アンナ・ガルシア（種市桃子）
- ステュー・ブライス：ドナルド・エリーゼ・ワトキンズ（赤坂柾之）
- ドン・ハーパー：ノア・ロビンズ（英語版）（新祐樹）
- 広報担当者ウォルター：クリスチャン・クレメンソン（遠藤純一）
- バズ・オルドリン：コリン・ウッデル（英語版）（赤石考）
- ニール・アームストロング：ニック・ディレンバーグ（綿貫竜之介）
- マイケル・コリンズ：クリスチャン・ズーバー（高野憲太朗）
- ホップ上院議員：ジーン・ジョーンズ（英語版）（浦山迅）
- ヴァニング上院議員：ジョー・クレスト（英語版）（金子由之）
- ジョリーン・ヴァニング：ステファニー・カーツバ（英語版）（所河ひとみ）
- クック上院議員：コリン・ジョスト（英語版）
- チャック・メドウズ：ピーター・ジェイコブソン（多田野曜平）
- ヘッジス上院議員：ヴィクター・ガーバー（クレジットなし）

日本語吹替その他出演：森田順平、牛山茂、左座翔丸、山田浩貴、井上明子、山下タイキ、松川裕輝、丹羽正人、西垣俊作、比嘉良介、いとうさとる、ケンコー、野坂尚也、槙野旦、坂本悠里、大泊貴揮、おまたかな、胡麻鶴彩、吉元里謹、大下昌之、結城あくつ、大南友希
日本語吹替え版スタッフ 翻訳：伊藤美穂、演出：萩野洋平、制作：ACクリエイト株式会社

## 制作
2022年3月、Appleスタジオは、当時「プロジェクト・アルテミス」と題されていた宇宙開発競争を背景にした映画の制作権を1億ドル以上で取得したと発表した。また、スカーレット・ヨハンソンとクリス・エヴァンスが主演し、ジェイソン・ベイトマンが監督を務めることも発表された。5月、ベイトマンは仮題「プロジェクト・アルテミス」が変更される可能性があると語っていた。翌月彼は、創作上の意見の相違を理由にプロジェクトを離脱した。監督はグレッグ・バーランティに交代、彼にとっては2018年の『ラブ、サイモン』以来の監督作品となった。
脚本家のローズ・ギルロイは、執筆に『Marketing the Moon』という本を参考にした。彼女は、この本は「使用されたオリジナルの広告と、SFがいかにしてアメリカの人々の心に織り込まれたか」について書かれたものだと語り、ジャンル本や映画を使って「それが役に立った。アポロ11号ミッションを売り込んだあらゆる方法を知るのはとても興味深い」と語った。
新しい監督の募集とベルランティの都合により製作スケジュールが変更され、主演のエヴァンスは降板を余儀なくされた。7月にはチャニング・テイタムがエヴァンスの代わりを務める交渉に入った。9月にはジム・ラッシュがキャストに加わった。引き続く数か月間に、レイ・ロマーノ、アンナ・ガルシア、ウディ・ハレルソンが加わった。
主要撮影は2022年10月27日にアトランタで始まり、NASAの職員とFBIの捜査官を演じるエキストラを募集するキャスティングコールが発行された。
2023年12月21日までに、公開日が2024年7月12日と決定され、この時点で、映画のタイトルは「プロジェクト・アルテミス」ではなくなっていた。
2024年4月、映画の新しいタイトルは「フライ・ミー・トゥ・ザ・ムーン」と発表された。また、ダニエル・ペンバートンがこの映画の音楽を担当することが確認された。

## 公開
この映画は当初、Apple TV+で直接ストリーミング配信される予定だったが、テスト上映が好評だったため劇場公開に変更された。ワーナー・ブラザースとパラマウント・ピクチャーズの両社が、すでに公開スケジュールがいっぱいであるとして、劇場配給権入札を辞退した後、映画『ナポレオン』での提携に続いて、Appleはソニー・ピクチャーズと2023年12月に映画館で映画を配給するための新たな契約を締結した。ソニー・ピクチャーズは2024年7月12日に米国とカナダで劇場公開するようスケジュールを組んだ。2024年7月8日にニューヨーク市のAMCリンカーンスクエアでプレミア上映された。
Apple TV+では日米共に2024年12月6日から見放題配信を開始した。

## 作品の評価

### 興行収入
2024年8月6日現在、『フライ・ミー・トゥ・ザ・ムーン』は米国とカナダで2,010万ドル、その他の地域で1,940万ドルの興行収入を上げており、全世界で合計3,950万ドルとなっている。
米国とカナダでは、『ロングレッグス』と同時公開され、初週末に3,356の劇場で約1,200万ドルの興行収入が見込まれていた。初日の興行収入は450万ドルで、木曜夜のプレビューで87万5,000ドルを稼いだ。初週末の興行収入は予想を下回り、興行収入は国内では940万ドルで5位、海外では52の市場で900万ドルであった。2週目の興行収入は330万ドルで、6位に終わった。この結果を受けて2024年9月20日の公開予定だった『ウルフズ』がアメリカでは一部劇場での1週間限定上映に縮小、日本では映画館での公開予定が中止となった。

### 批評家および観客の反応
批評集積サイトRotten Tomatoesでは、217件の批評家のレビューのうち65%が肯定的で、平均評価は6.1/10となっている。同サイトの総評は「筋書きが信じ難い場合でも、スカーレット・ヨハンソンとチャニング・テイタムの奇妙な相性が支えるこの懐古主義のロマンスは、月まで行って戻ってくるのに十分なほど楽しい旅だ」となっている。加重平均を使用するのレビュー収集サイトMetacriticは、49人の批評家に基づいて、この映画に100点満点中53点を付け、「賛否両論または平均的」なレビューを示している。CinemaScoreによる観客の投票では、A+からFのスケールで平均「A–」の評価が与えられ、PostTrakによる投票では、86%が全体的に肯定的な評価を与えた。